# Эгийи
Эгийи́ (фр. Éguilly) — коммуна во Франции, находится в регионе Бургундия. Департамент коммуны — Кот-д’Ор. Входит в состав кантона Пуйи-ан-Осуа. Округ коммуны — Бон.
Код INSEE коммуны — 21244.

## Население
Население коммуны на 2010 год составляло 61 человек.
| 1962 | 1968 | 1975 | 1982 | 1990 | 1999 | 2010 |
| ---- | ---- | ---- | ---- | ---- | ---- | ---- |
| 76   | 64   | 61   | 53   | 38   | 40   | 61   |

## Экономика
В 2010 году среди 37 человек трудоспособного возраста (15—64 лет) 28 были экономически активными, 9 — неактивными (показатель активности — 75,7 %, в 1999 году было 65,4 %). Из 28 активных жителей работали 27 человек (16 мужчин и 11 женщин), безработной была 1 женщина. Среди 9 неактивных 2 человека были учениками или студентами, 4 — пенсионерами, 3 были неактивными по другим причинам.